# Da'vian Kimbrough
Da'vian Jaleel Kimbrough (Woodland, 18 febbraio 2010) è un calciatore statunitense naturalizzato messicano, attaccante del Sacramento Republic.

## Biografia
Nato a Woodland da padre statunitense e madre di origini messicane, è in possesso di duplice passaporto.

## Carriera

### Club
Kimbrough ha iniziato a giocare a calcio con North Bay Elite FC e Woodland SC per poi unirsi al Sacramento Republic nel 2021. Nel giugno del 2023 è stato ingaggiato dal N.Y. Red Bulls per disputare la Bassevelde U13 Cup, di cui è stato in seguito nominato MVP dopo aver aiutato la squadra a vincere il titolo.
Rientrato a Sacramento, l'8 agosto 2023 ha firmato il suo primo contratto professionistico diventando, a 13 anni 5 mesi e 13 giorni, il più giovane atleta professionista nella storia degli Stati Uniti. Il 1º ottobre seguente ha esordito in prima squadra sostituendo Keko Gontán nei minuti finali dell'incontro di USL Championship vinto 2-0 contro il Las Vegas Lights diventando, a 13 anni 7 mesi e 13 giorni, il più giovane esordiente nella storia del calcio professionistico degli Stati Uniti.

### Nazionale
Nel dicembre del 2023 ha risposto alla convocazione da parte del Messico Under-15,

## Statistiche

### Presenze e reti nei club
Statistiche aggiornate al 18 luglio 2024.
| Stagione        | Squadra             | Campionato      | Campionato | Campionato | Coppe nazionali | Coppe nazionali | Coppe nazionali | Coppe continentali | Coppe continentali | Coppe continentali | Altre coppe | Altre coppe | Altre coppe | Totale | Totale | Totale |
| Stagione        | Squadra             | Comp            | Pres       | Reti       | Comp            | Pres            | Reti            | Comp               | Pres               | Reti               | Comp        | Pres        | Reti        | Pres   | Reti   |        |
| --------------- | ------------------- | --------------- | ---------- | ---------- | --------------- | --------------- | --------------- | ------------------ | ------------------ | ------------------ | ----------- | ----------- | ----------- | ------ | ------ | ------ |
| 2023            | Sacramento Republic | USC             | 1          | 0          | CC              | 0               | 0               |                    | -                  | -                  |             | -           | -           | 1      | 0      |        |
| 2024            | Sacramento Republic | USC             | 2          | 0          | CC              | 0               | 0               |                    | -                  | -                  |             | -           | -           | 2      | 0      |        |
| Totale carriera | Totale carriera     | Totale carriera | 3          | 0          |                 | 0               | 0               |                    | -                  | -                  |             | -           | -           | 3      | 0      |        |

### Record
- Calciatore più giovane ad aver esordito a livello professionistico negli Stati Uniti d'America (13 anni, 7 mesi e 13 giorni).